# Spoutnik 24
 (janvier 2023).
Si vous disposez d'ouvrages ou d'articles de référence ou si vous connaissez des sites web de qualité traitant du thème abordé ici, merci de compléter l'article en donnant les références utiles à sa vérifiabilité et en les liant à la section « Notes et références ».

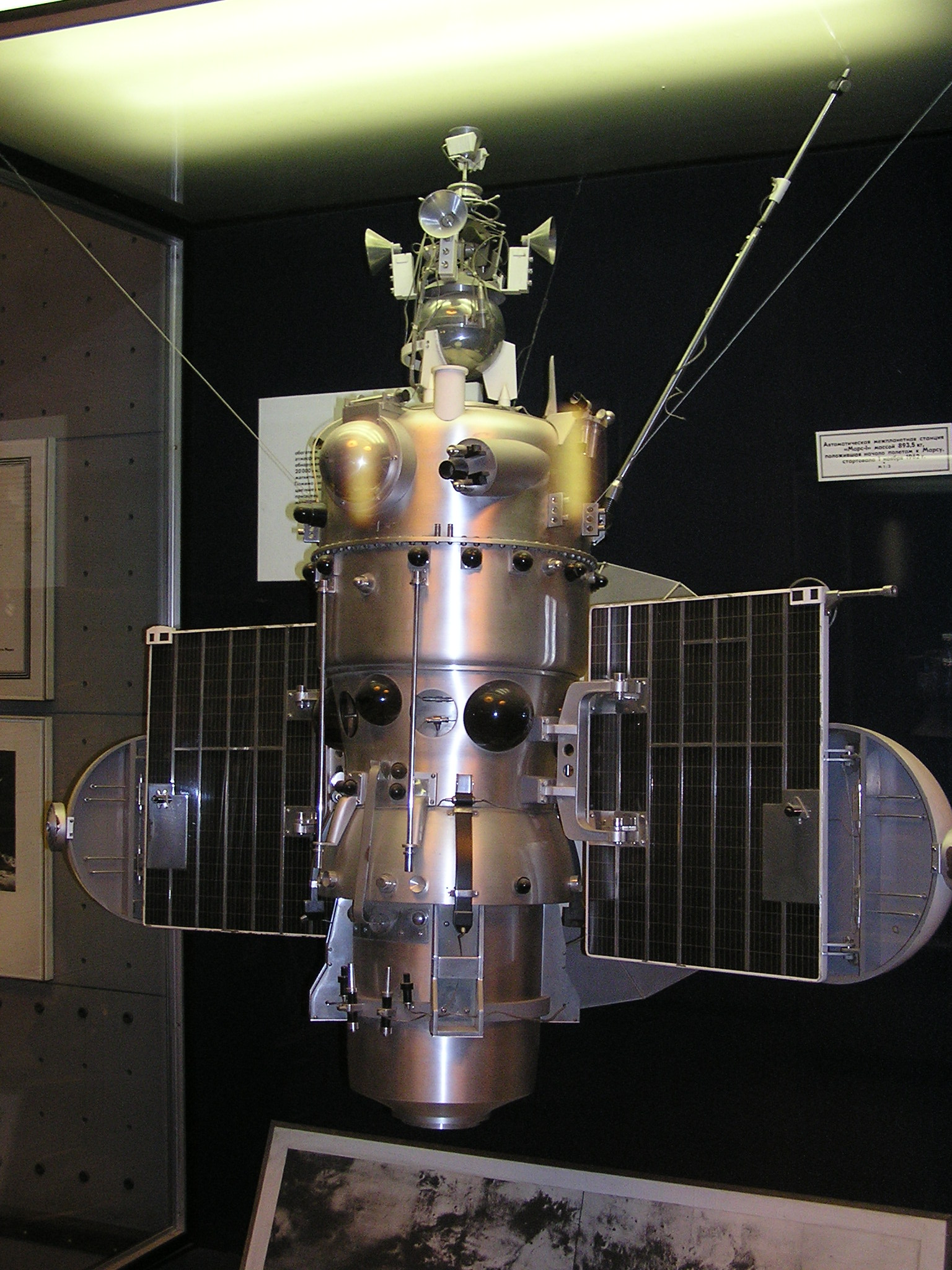
Photographie d'une maquette de Spoutnik 24.

Spoutnik 24 (aussi connu sous le nom de Xi Beta 1, Korabl 13 et Mars 1962B) est une sonde spatiale soviétique lancée le 4 novembre 1962 dont la mission était de tenter un atterrissage sur Mars. Durant la manœuvre d'injection sur la trajectoire vers Mars, l'ensemble constitué par le lanceur et la sonde s'est brisé en 5 morceaux qui sont rentrés dans l'atmosphère terrestre le mois suivant.

## Contexte historique
Après la Seconde Guerre mondiale, les progrès technologiques sont fortement influencés par les relations conflictuelles entre l'URSS et les États-Unis. Dans les années 1950, la Guerre Froide s'étend au domaine scientifique. Le 26 août 1957, l'URSS annonce le lancement d'une fusée balistique intercontinentale, suivie le 4 octobre par la mise en orbite de son premier satellite, Spoutnik, et l'essai d'une bombe à hydrogène. Un second Spoutnik, contenant la chienne Laïka, est lancé le 3 novembre, suscitant l'indignation en Angleterre.
Les États-Unis sous-estiment initialement Spoutnik, mais reconnaissent rapidement la menace. Après plusieurs échecs, ils réussissent en 1958 à lancer des prototypes de fusées Jupiter et Atlas. L'URSS continue de dominer avec un Spoutnik beaucoup plus lourd.
En 1958, peu croient que les États-Unis peuvent rattraper leur retard spatial. Cependant, la course technologique s'intensifie, et la NASA est créée pour renforcer les recherches aérospatiales. Dans les années 1960, les deux superpuissances développent des sondes et des véhicules pour explorer Mars, avec des missions soviétiques et américaines. La rivalité technologique perdure jusqu'aux années 1980, marquée par le programme spatial de Reagan, surnommé la "guerre des étoiles".